# Joseph Pascot
Joseph Pascot "Jep" (Portvendres, Rosselló, 11 de desembre del 1897 – Rabairac (Dordonya), 4 de juny del 1974) fou un jugador nord-català de rugbi a 15, militar i ministre de França amb el Règim de Vichy.

## Carrera esportiva
Com a jugador de rugbi ho feu com a mig d'obertura a l'equip de l'USAP i a la selecció francesa. Fou també dirigent del club el 1962. També jugà a l'RC Toló i a l'RC Narbona.
Disputà el seu primer partit amb la selecció de França el 2 de gener del 1922 contra Escòcia, i hi participà fins al 15 de maig del 1927 contra Alemanya.
Els Torneigs de les cinc nacions disputats per Pascot foren els anys 1922, 1923 i 1926.

## Palmarès

### En club
Campionat de França : 1921 (llavors capità), 1925 
Finalista : 1924 (no va participar en la final), 1926

### En equip nacional
6 seleccions en equip de França entre 1922 i 1927 (1 prova)
Seleccions per any : 3 el 1922, 1 el 1923, 1 el 1926, 1 el 1927

## Carrera militar i política sota el Règim de Vichy
Va ser coronel de l'exèrcit de terra francès en l'esfera d'influència de Renascut de Chambrun (gendre de Pierre Laval), ell mateix seleccionat per a la final Stade français-Stade toulousain del 13 de febrer del 1927.
Sota l'Ocupació fou, d'agost del 1940 a abril del 1942, director dels esports al gabinet de Jean Borotra (ministre del règim que es va fer col·laboracionista del mariscal Pétain). Després, amb la caiguda del ministre (abril de 1942), en prengué la successió fins al 1944.
La seva implicació en la prohibició del rugby a XIII no és, segons alguns, totalment provada. En efecte, aquests avancen que si fos ben present a Tolosa de Llenguadoc el 17 d'octubre del 1940, la màquina ja havia estat llançada per l'entrevista Ginesty (FFR XV) / Borotra del 18 de setembre del 1940 a Vichy. De resultes d'aquesta entrevista, Borotra demanà una "relació sobre el rugby" al doctor Voivenel, que va transmetre el 4 d'octubre per arribar al pronunciament del 17 d'octubre als salons del Capitole. La percepció de la majoria dels historiadors nogensmenys continua sent la d'una responsabilitat plena i sencera de l'autoritat que era Pascot, en l'edició d'un decret, d'altra banda, totalment congruent amb la ideologia moralitzadora i ruralitzant («la terra, ella, no menteix»...) establerta pels posseïdors de la Revolució nacional.
El doctor Voivenel, al seu llibre El Meu rugby edició de kluxe de l'Héraklès, Tolosa de Llenguadoc, 1942, pàg. 219-233, conta haver establert el "Projecte de Reorganització del rugby" i «en el moment de la reunió del dijous 17 octubre del 1940 a Tolosa de Llenguadoc, en un dels despatxos del Capitole; representant, el que es va dir la "Reunió dels quatre" que manaven Jep Pascot, el comissari general, el president Ginesty (XV), el president Laborde (XIII) i el doctor Voivenel, decisions van ser preses, que havien de ser ratificats».
Des d'octubre de 1940 amb Jean Borotra, va prendre les disposicions per a prohibir el professionalisme immediatament per a dues federacions: tennis i lluita, en un terminis de 3 anys per a 4 altres federacions: futbol, ciclisme, boxa i pilota basca i la prohibició immediata després l'espoliació per embargament dels béns d'almenys 5 federacions : Rugby a XIII, tennis de taula, joc de palma, bàdminton, multiesports FSGT. L'abril de 1942 és el responsable de la prohibició i espoliació immediates de 2 altres federacions multiesports: UFOLEP i USEP.
Una citació: 
«El nostre principi és d'agafar l'individu arreu. Al primari, el tenim. Més alt tendeix a escapar-se. Ens esforcem a agafar-lo a tots els revolts. He obtingut que aquesta disciplina de l'EG sigui imposada als estudiants (...). Preveiem sancions en cas de deserció » (coronel J Pascot, discurs del 27 de juny del 1942).
De fet, aquest decret va desposseir igualment en el transcurs de l'estació 1943-44 els clubs de futbol d'elit del seu estatus professional, establint un campionat «regionalitzat» de jugadors-funcionaris els emoluments declarats dels quals emanaven d'una línia pressupostària governamental.
Després de l'Alliberament de França, va ser jutjat i condemnat a 5 anys d'exili privació dels seus drets civils. Aquesta condemna va ser ràpidament anul·lada, ja que va aconseguir justificar que també havia estat un resistent.
És autor d'una documentada història de l'epopeia medieval dels almogàvers catalans, de qui es declara admirador al prefaci.